# Megaherz (Band)
Megaherz ist eine 1993 in München gegründete Rockband, welche neben Oomph! und Rammstein zu den frühesten Vertretern der Neuen Deutschen Härte gehört.

## Bandgeschichte
Gegründet wurde das Projekt Megaherz von Alexander „Alexx“ Wesselsky (Gesang), Marc Bredtmann (Gitarre), Josef Kalleder (E-Bass), Tobias Trinkl (Schlagzeug) und Christian Scharinger (Keyboard). In dieser Formation veröffentlichten sie die erste CD Herzwerk, die das Plattenlabel Golden Core auf die Band aufmerksam machte und 2002, samt 94er Demo-Tape Sexodus, als Re-Release wiederveröffentlicht wurde.
Als Einfluss werden Bands wie Rammstein, Clawfinger, Alice in Chains, Soundgarden, Nirvana, Nine Inch Nails, Pantera sowie Rage Against the Machine genannt.
Nachdem der Sänger Alexx 2003 mit dem DJ und Ex-Mitglied von Megaherz, Noel Pix, Megaherz verlassen hatte, um das gemeinsame Projekt Eisbrecher zu starten, fand sich ein Ersatz in Mathias „Jablonski“ Elsholz (Ex-Twelve After Elf), mit dem die Band das Album 5 veröffentlichte. Das letzte offizielle Konzert von Megaherz mit Alexx fand in Fürth statt, als Vorband von In Extremo. 2005 lösten sich auch Elsholz und Schlagzeuger Jürgen Zink (Face (Coverrock)) von der Band und ließen Christian „X-ti“ Bystron (Gitarre), Wenz Weninger (E-Bass) und Frank Gegerle (Schlagzeug) zurück, der nach dem Ausstieg Zinks wieder ein Mitglied von Megaherz wurde. Mit Roland Vencelj stieß zudem ein neuer Gitarrist zur Band, welcher zuvor bereits bei der NDH-Band Toxsin aktiv war.
Am 14. April 2007 verkündeten Megaherz auf ihrer Website, dass sie einen neuen Sänger gefunden hätten und bereits an ihrem sechsten Studioalbum arbeiten würden. Am 18. August enthüllte die Band, dass die neuen Mitglieder Alexander „Lex“ Wohnhaas (Seelenbrand, Cover-x) und Jürgen „Bam Bam“ Wiehler (Bonfire) seien, mit dem zusammen auch am 25. Juli 2008 das sechste Album Heuchler auf den Markt kam. Der Veröffentlichung ging eine Single-Auskopplung mit dem Titel Mann von Welt voraus.
Etwa vier Jahre blieb die Besetzung unverändert, bis am 11. April 2011 der Ausstieg des 2. Gitarristen Roland Vencelj bekannt gegeben wurde, dessen Platz von Christoph Klinke (From Constant Visions) eingenommen wurde. Am 8. Februar 2018 gab die Band bekannt, dass Schlagzeuger Jürgen Wiehler die Band verlassen hatte, ein Grund wurde nicht genannt.
Von Februar bis Juli 2018 war der Schlagzeuger Tobias Derer, der vorherige Schlagzeuger der Mannheimer Metal-Band Cypecore, die er im Dezember 2017 verließ.
Im Juli 2018 stieß Rolf Hering als Nachfolger von Tobias Derer am Schlagzeug zur Band. Im August 2021 gab die Band auf Facebook den Ausstieg Herings bekannt, da dieser zur Mittelalter-Metalband Feuerschwanz wechselte.

## Bandname
Als Inspiration gelten die US-amerikanische Band Megadeth und die Wildecker Herzbuben, aus welchen der Name „Megaherz“ entstand; frei nach dem Motto „Hart, aber herzlich“ und einem Zitat Rainer Maria Rilkes: „Werk des Gesichts ist getan – Tue nun Herzwerk“.

## Texte
Im Gegensatz zu Genrekollegen wie Rammstein verwenden Megaherz direktere Texte und Aussagen, die häufig Themen wie unerfüllte oder ausgebrannte Liebe (Teufel, Miststück, Showdown), Verlust (5. März), Alltagsprobleme (Schlag zurück, Heuchler) oder soziale Missstände (Mann von Welt, Nicht in meinem Namen, Alles Arschlöcher) behandeln.
Auffällig ist auch, dass auf den ersten Alben Stücke präsent sind, die sich an Geschichten aus dem Märchenbereich orientieren (Finsternis, Rapunzel, Windkind, I.M. Rumpelstilzchen, Komm' rüber (Schattenland)). Dieses wiederkehrende Motiv verschwand mit dem sechsten Album, Alexander Wohnhaas setzte dort die von Wesselsky geschaffene Tradition im Gegensatz zu seinem Vorgänger, Mathias Elsholz, nicht fort.
Wesselsky gebraucht größtenteils das Reimschema [abcb], oft auch [abab], wobei er dazu neigte, noch innerhalb desselben Liedes das Schema zu wechseln. Nach Wesselskys Ausstieg war Mathias Elsholz für die Textkonzeption verantwortlich, wobei dieser kein Reimschema am häufigsten verwendet, sondern verschiedene gleichermaßen oft verwendet. Als Alexander Wohnhaas den Part des Sängers und Textschreibers übernahm, verwendete er überwiegend [aabb] als Reimschema.

## Bandmitglieder

Megaherz, live beim With Full Force 2018
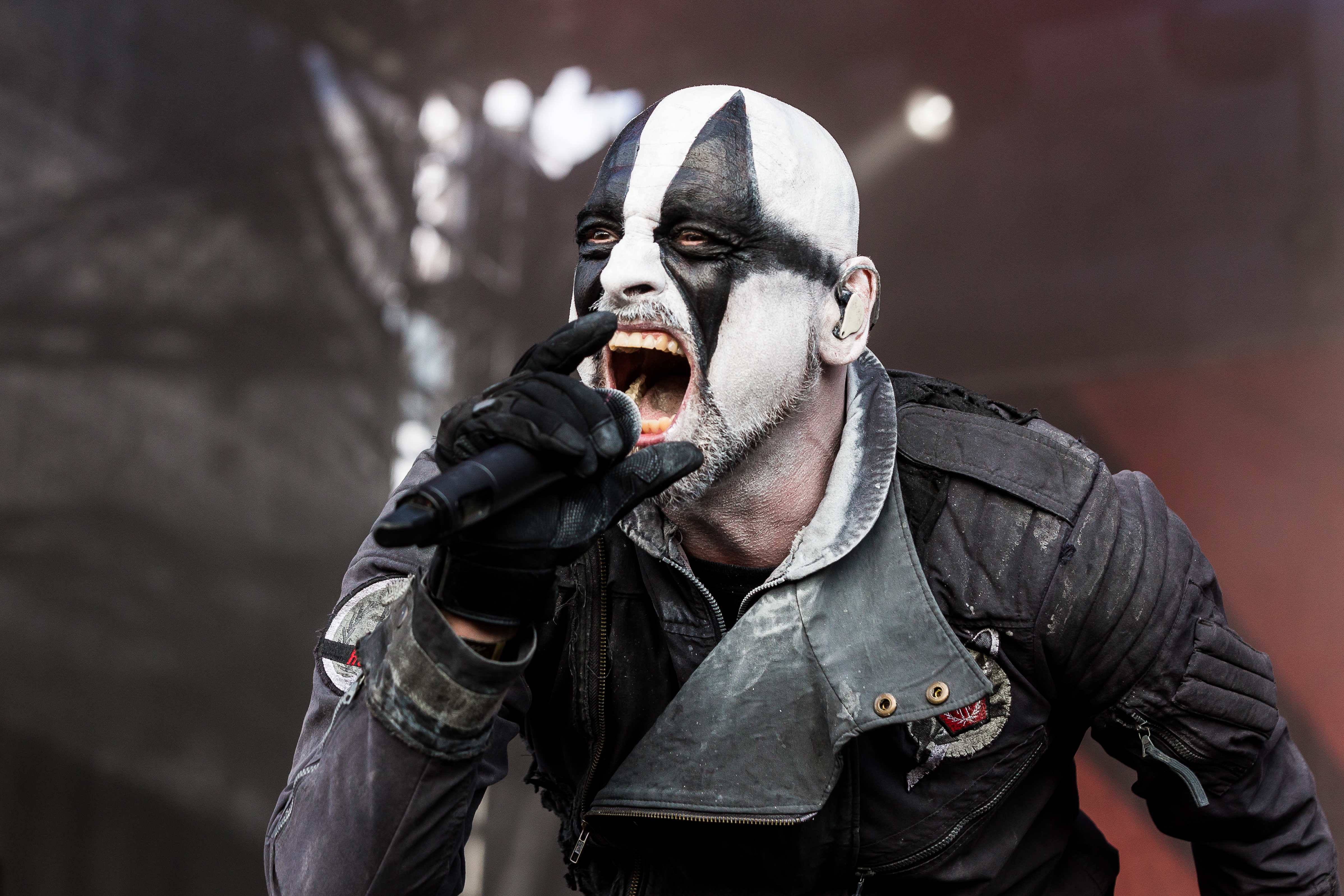
Sänger Alexander Wohnhaas
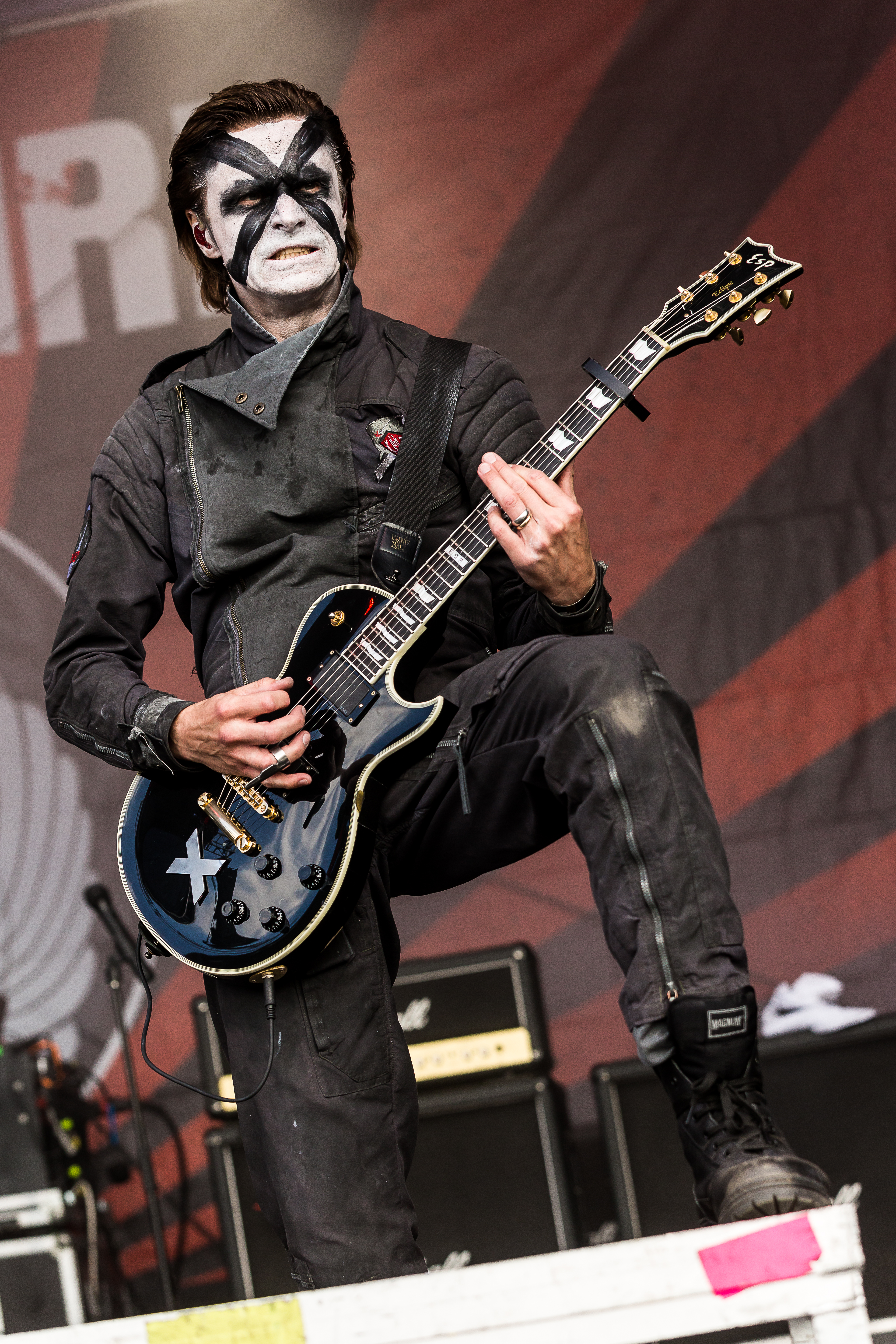
Lead-Gitarrist Christian Bystron
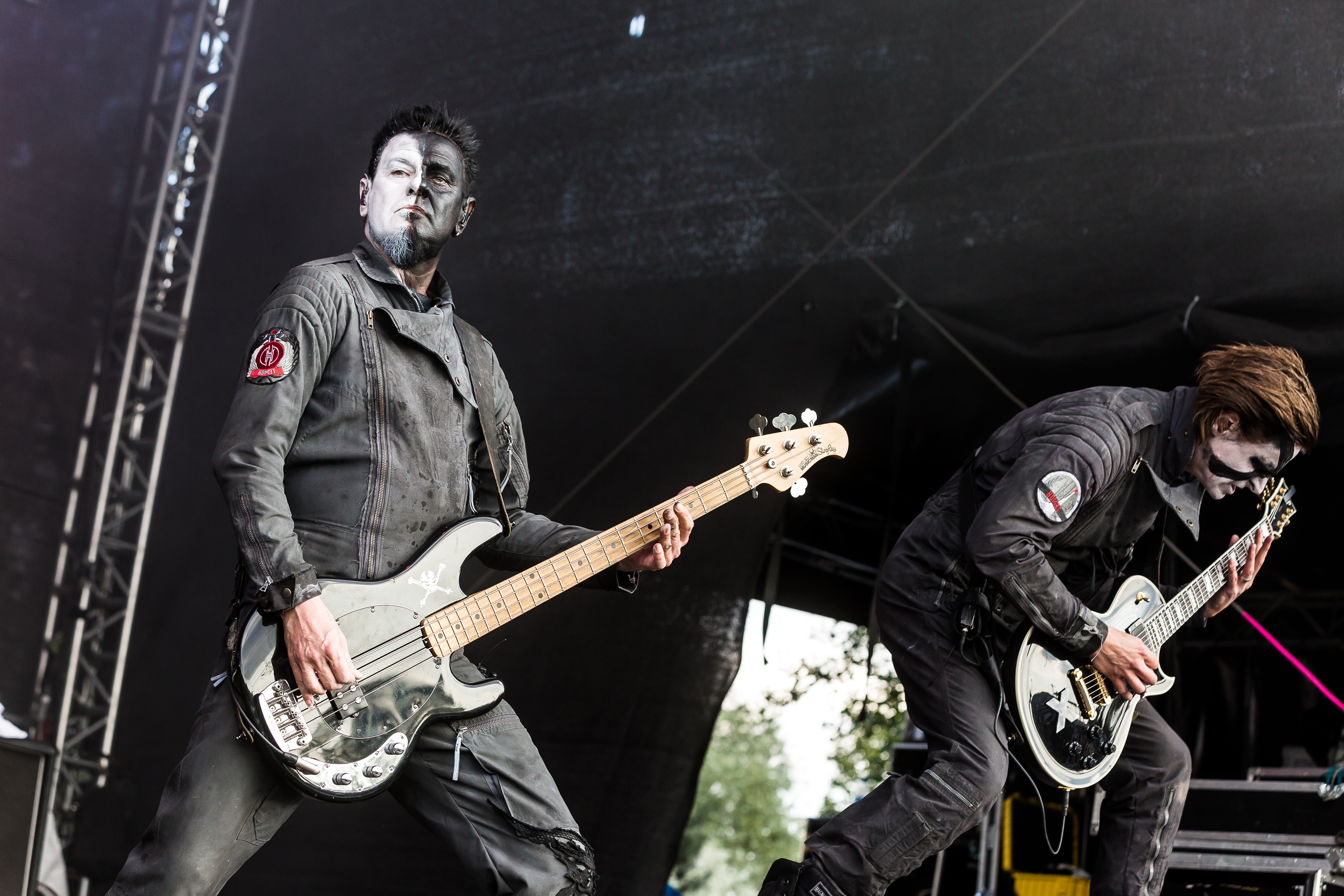
Bassist Wenz Weniger (links)
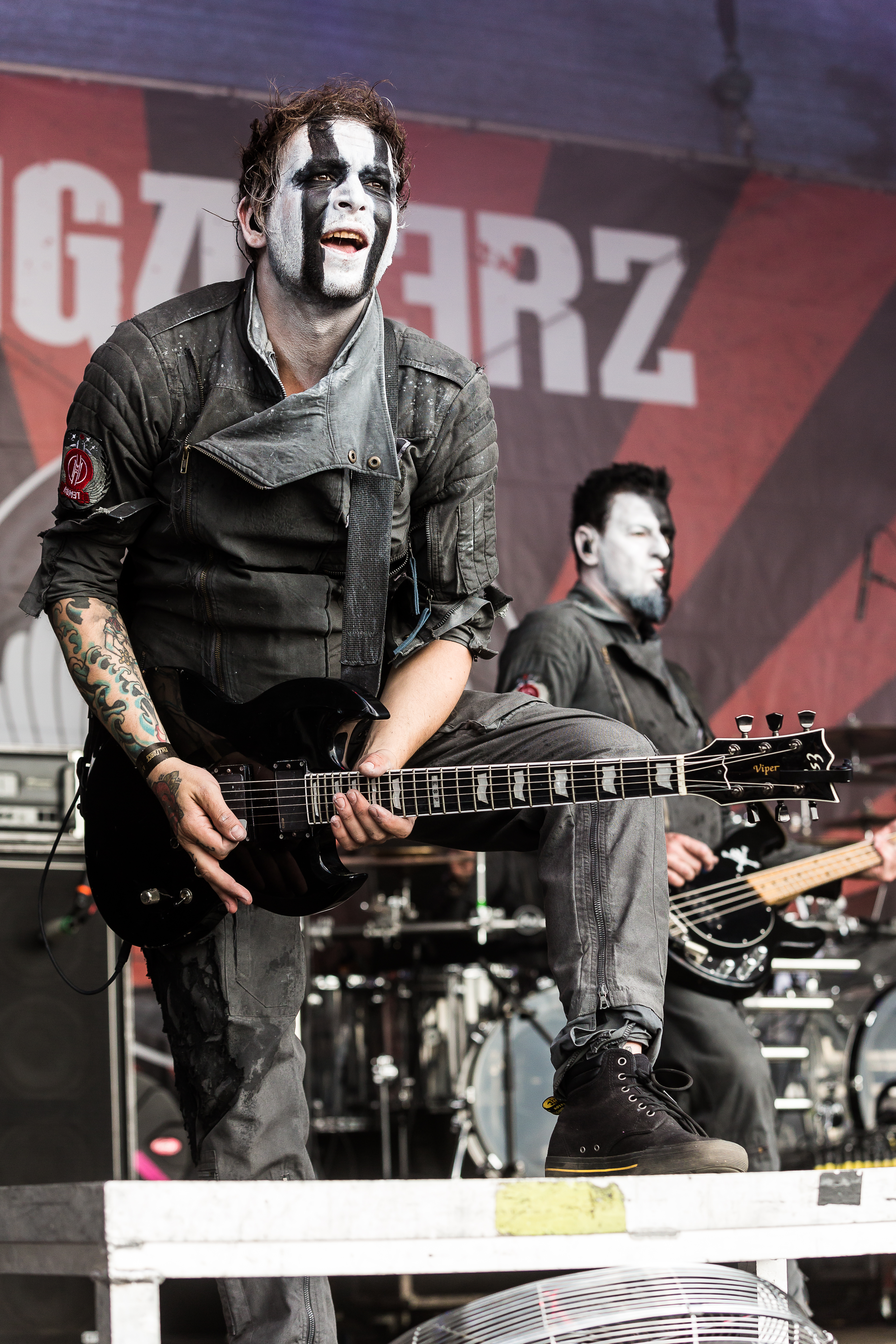
Rhythmus-Gitarrist Christoph Klinke
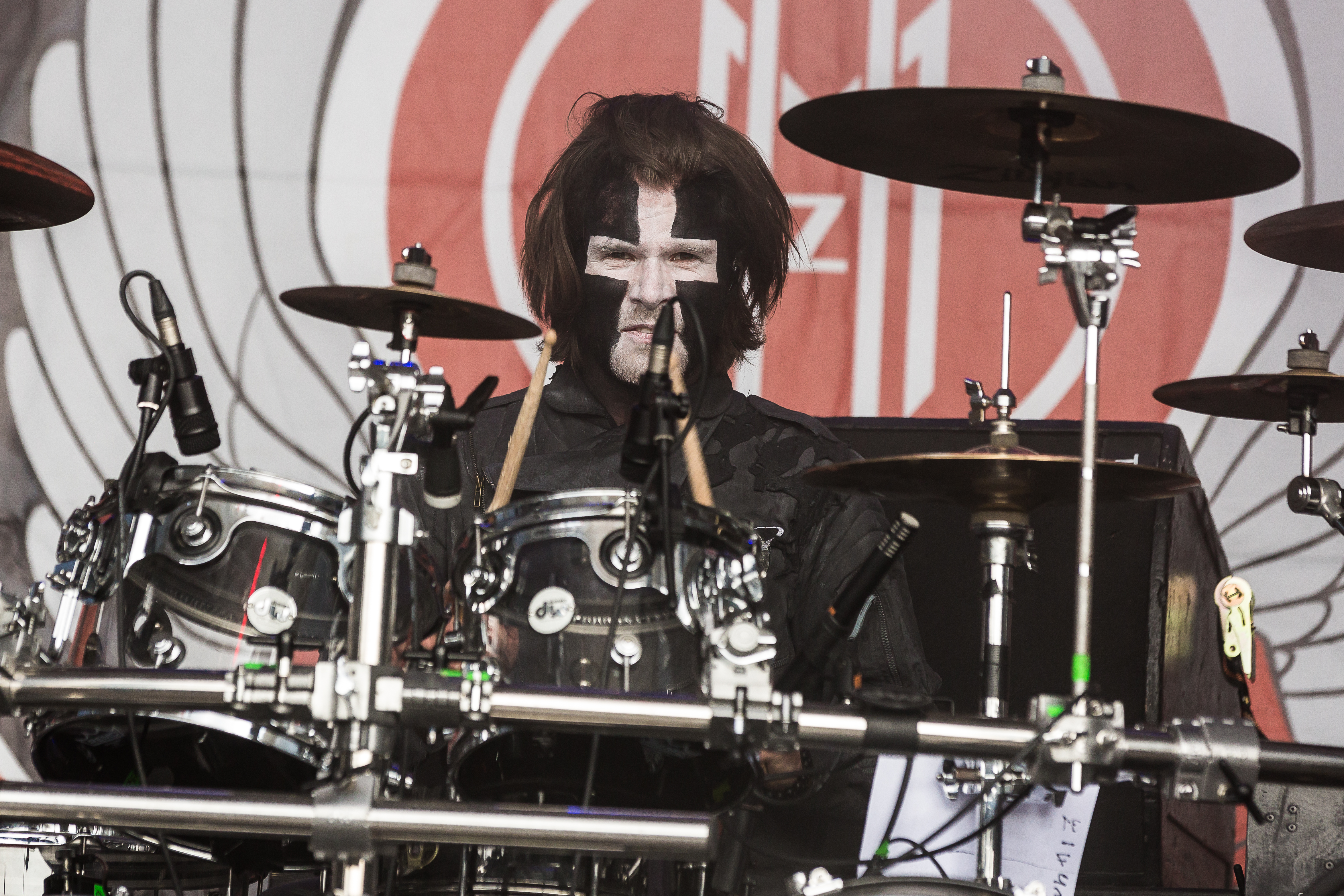
Schlagzeuger Tobias Derer

## Diskografie
Studioalben

| Jahr | Titel Musiklabel / Vertrieb                     | Höchstplatzierung, Gesamtwochen, AuszeichnungChartplatzierungen (Jahr, Titel, Musiklabel / Vertrieb, Platzierungen, Wochen, Auszeichnungen, Anmerkungen) | Höchstplatzierung, Gesamtwochen, AuszeichnungChartplatzierungen (Jahr, Titel, Musiklabel / Vertrieb, Platzierungen, Wochen, Auszeichnungen, Anmerkungen) | Höchstplatzierung, Gesamtwochen, AuszeichnungChartplatzierungen (Jahr, Titel, Musiklabel / Vertrieb, Platzierungen, Wochen, Auszeichnungen, Anmerkungen) | Anmerkungen |
| Jahr | Titel Musiklabel / Vertrieb                     | DE | AT | CH | Anmerkungen |
| ---- | ----------------------------------------------- | --- | --- | --- | --- |
| 1995 | Herzwerk Eigenvertrieb                          | — | — | — | Erstveröffentlichung: 1995 Erscheinungsformate: CD                                                                            |
| 1997 | Wer bist du? Golden Core Records / Terra Zone   | — | — | — | Erstveröffentlichung: 30. Juni 1997 Erscheinungsformate: CD Produzent: Andreas „Andy“ Knote                                   |
| 1998 | Kopfschuss Golden Core Records / Terra Zone     | — | — | — | Erstveröffentlichung: 19. Oktober 1998 Erscheinungsformate: CD Produzenten: Andreas List, Jürgen „Yogi“ Lang                  |
| 2000 | Himmelfahrt Golden Core Records / Terra Zone    | DE78 (1 Wo.)DE | — | — | Erstveröffentlichung: 3. April 2000 Erscheinungsformate: CD, MC Produzenten: Andreas List, Jürgen „Yogi“ Lang                 |
| 2002 | Herzwerk II Firestarter / BMG Ariola            | DE78 (2 Wo.)DE | — | — | Erstveröffentlichung: 1. April 2002 Erscheinungsformate: CD, CDR, MC Produzent: Ralf Weigand                                  |
| 2004 | 5 S.A.D. Music                                  | — | — | — | Erstveröffentlichung: 5. Mai 2004 Erscheinungsformate: CD Produzenten: Aino Laos, Ralph Quick                                 |
| 2008 | Heuchler Golden Core Records / ZYX Music        | DE31 (2 Wo.)DE | — | — | Erstveröffentlichung: 4. August 2008 Erscheinungsformate: CD, LP* Produzenten: Christian Bystron, Werner Weninger             |
| 2012 | Götterdämmerung Golden Core Records / ZYX Music | DE19 (4 Wo.)DE | — | — | Erstveröffentlichung: 20. Januar 2012 Erscheinungsformate: CD, CD+DVD***, LP* Produzenten: Christian Bystron, Werner Weninger |
| 2014 | Zombieland Napalm Records                       | DE17 (2 Wo.)DE | AT75 (1 Wo.)AT | CH68 (1 Wo.)CH | Erstveröffentlichung: 31. Oktober 2014 Erscheinungsformate: CD, 2xCD**, 2xLP* Produzent: Christian Bystron                    |
| 2018 | Komet Napalm Records                            | DE7 (2 Wo.)DE | AT49 (1 Wo.)AT | CH43 (1 Wo.)CH | Erstveröffentlichung: 23. Februar 2018 Erscheinungsformate: CD, 2xCD*, 2xLP* Produzenten: Christian Bystron, Henning Verlage  |
| 2023 | In Teufels Namen Napalm Records                 | DE16 (1 Wo.)DE | — | CH53 (1 Wo.)CH | Erstveröffentlichung: 11. August 2023 Produzenten: Christian Bystron, Henning Verlage                                         |

* Limitierte Edition / **Boxset / ***Sonderedition